# Die beiden Hänse

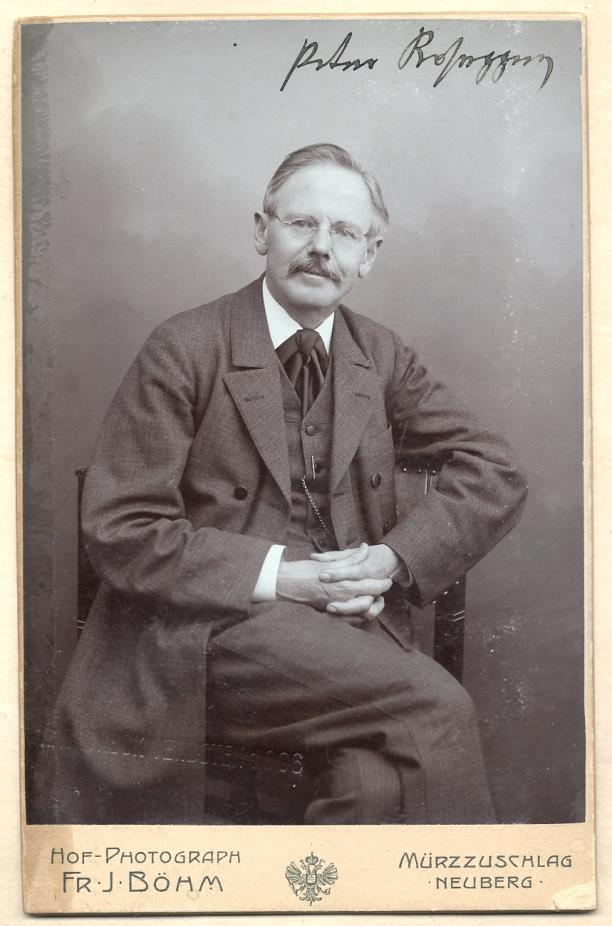
Peter Rosegger um 1906

Die beiden Hänse ist der letzte Roman des österreichischen Schriftstellers Peter Rosegger, der vom Dezember 1909 bis September 1910 monatlich im 34. Jahrgang des Grazer Heimgartens unter dem Arbeitstitel Drei Augen vorabgedruckt wurde. In Buchform brachte der Ludwig Staackmann Verlag das Werk 1912 in Leipzig heraus.

## Inhalt
Orte der Handlung sind die Steiermark und Wien. Zwei Klassenkameraden – beide heißen Johann Schmied, beide sind um die 21 Jahre alt – haben vor drei Tagen das Abitur geschafft. Aus diesem erfreulichen Anlass wurde ihnen von den lieben Eltern vor Studienbeginn eine Tour in die steirischen Berge spendiert. Genauer, der Sohn eines Mühlenbesitzers nahe dem Marktflecken Schatthausen im Unteren Schatt, wegen seines hohen Wuchses, der große Hans genannt, hat Geld in der Tasche. Der kleine Hans aber, Sohn ärmlicher Bauern aus Stahlhöfen ob Altenkirch im Bergländchen Leingau, hat dem großen bei der Prüfungsvorbereitung zum Abitur verholfen und darf mit in die Berge. Oberhalb der Baumgrenze setzt im Monat August Schneetreiben ein. Es wird nichts aus der Tour zu den Drei Augen – das sind dicht beieinanderliegende winzige Hochgebirgsseen am Fuße des schroffen Lanzsteins. Die Hänse müssen zurück, hinab ins regnerische Waldland. Oben in der nun vom Schnee verschütteten Almwirtschaft Die grüne Senn hatte ihnen der Tourist Hofrat Professor Dr. Viktor Weißpandtner das Studium der Medizin anempfohlen. Der große Hans folgt dem Rat, der kleine wird Seminarier.
Bald geht der große Hans im Hause seines Professors ein und aus; macht dort die Bekanntschaft der beiden Töchter des Hauses – der 18-jährigen Medizinstudentin Fräulein Evelana und des um die 25 Jahre alten Fräuleins Malcha. Letztere, die Stieftochter des Hausherrn, ist eine zurückhaltende Millionenerbin, hingegen Evelana obduziert selbstsicher im Institut des Vaters und unterhält bei abendlichen Jours fixes im väterlichen Salon meist einen Schwarm ihrer jungen Verehrer.
Eine Natter, die Hans aus dem Institut mit nach Hause bringt, beißt ihn in den Hals. Die junge Näherin Elisabeth Kübler, das ist die schüchterne Tochter der Zimmervermieterin, saugt dem um Hilfe rufenden Studiosus sofort beherzt die Wunde aus.
In seinem vierten Studienjahr sterben Hanses Eltern. Es gibt nichts zu erben, denn der Müller war – bedrängt durch benachbarte Großbetriebe – verschuldet. Also zeigt Hans Interesse für eine Ehe mit der reichen Malcha. Der Studiosus zieht bei der verarmten Witwe Frau Kübler aus und mietet sich eine komfortable Wohnung im Viertel des Hofrats. Hans erhält vom Bankinhaber Liebkindel Kredit. Am Tage seiner Promotion zum Dr. med. verlobt sich Hans mit Malcha. Desselben Tages verführt er Elisabeth.
In der ärztlichen Praxis des frischgebackenen Doktors bleiben die Patienten aus. Der große Hans nimmt eine Einladung des kleinen Hanses zur Primiz in dessen Heimatort Stahlhöfen für den 14. August an. Das trifft sich gut. Am 15. August will der Doktor im Stahlhöfener Gasthaus „Zum roten Fuchsen“ einen öffentlichen Vortrag über Darwin und Nietzsche, Die heiligen Offenbarungen der Naturgeschichte betitelt, halten. Vergeblich bittet der kleine Hans, nun Kaplan, den großen Hans, von dem Vortrag abzusehen. Die katholische Landbevölkerung steht dem Atheismus aus der Stadt feindlich gegenüber. Der Doktor lässt sich nicht bereden. Unter den Zuhörern sitzt nur ein Einheimischer. Der versteht das Hochdeutsch nicht. Nach der Veranstaltung werfen die angereisten Städter den Kaplan in den Dorfbach und müssen den Untergegangenen nach der „Taufe“ wieder herausfischen. Der kleine Hans, in seinem Geburtsort Stahlhöfen beliebt, wird bald zum Pfarrprovisor ernannt.
Frau Kübler stirbt und Elisabeth steht allein da. Der große Hans vertritt den Professor. Gelegentlich geht der Assistent zu Elisabeth und sündigt. Als Liebkindel die nächste Anleihe hinauszögert, macht Hans Anstalten zur Heirat mit Malcha. Elisabeth, inzwischen von Hans geschwängert, erfährt von dem Hochzeitsprojekt, schickt sämtliche billigen Geschenke zurück, gibt ihre bescheidene Wohnung auf und ward nicht mehr gesehn. Zum Zeitpunkt des Verschwindens der Geliebten erfährt Hans von der nächsten Nixe, die bleich aus der Donau gezogen wurde. Hans fürchtet, das müsse Elisabeth sein. Er überzeugt sich beim Leichenbeschauer. Sie ist es aber nicht. Trotzdem – Hans ist tagelang schwerkrank. Der Rekonvaleszente nimmt von der Hochzeit mit der Hofratstochter Abstand, verabschiedet sich vom Hofrat und geht mittellos ins Obdachlosenasyl Heim der Heimatlosen. Dort praktiziert ein Wunderdoktor, der die Leiden der Insassen, die abbetbar sind, abbetet. Die nächste Station in der großen Stadt ist das Armenspital. Darauf gehts hinaus aufs Land in die alte Heimat. Elisabeth ist nicht im Geburtsort ihres Vaters. Im Melkstubental kann der große Hans für einen Sommer im Dorf Schlageifel beim Bauer Knull unterschlüpfen.
Schließlich geht Dr. Schmied in die Stadt zurück und praktiziert dort in der Siebensterngasse als Arzt. Aus der Zeitung erfährt er, der Pfarrprovisor von Stahlhöfen soll sich einer kirchlichen Übertretung wegen verantworten. Hans ändert die Suchstrategie. In einem Armeleuteviertel wirkt er als Armenarzt. Elisabeth muss doch einmal im Wartezimmer sitzen, sobald sie bemerkt hat, er ist noch ledig. Malcha schreibt ihm. Auch ihr Stiefvater hat ihm verziehen. Der Hofrat hat die Schulden bei Liebkindel beglichen.
Hans reagiert nicht. Malcha erhört Liebkindel – Geld heiratet Geld. Hans sucht Frau Liebkindel auf. Diese verlässt das Zimmer auf seine Frage: „Bist du glücklich?“ Hans wird städtischer Leichenbeschauer und kann nach Jahren dem Hofrat seine Schulden zurückzahlen. Allerdings verliert er nach einem Kunstfehler seine Stelle als Amtsarzt und könnte beim Polizeidirektor Detektiv werden. Hans begleitet aber einen Milliardär aus Chicago als Leibarzt auf eine Fußwanderung zum Lanzstein. Oben bei den Drei Augen im gleichnamigen Hospiz am gleichnamigen Bergkirchlein angekommen, trifft er Elisabeth mit dem inzwischen sechs Jahre alten gemeinsamen Sohn Hans.
Elisabeth war damals bei ihren Verwandten väterlicherseits im Melkstubental untergekommen. An Suizid in der Donau hatte die Schwangere nie einen Gedanken verschwendet. Als sie ihre Schwangerschaft vor den Verwandten nicht mehr verbergen konnte, war sie gegangen und aus dem Straßengraben vom kleinen Hans aufgelesen worden. Weil Hans sich – gegen den Willen der Vorgesetzten – nicht von der Haushälterin getrennt hatte, war er von seinem Bischof in die Pfarre Drei Augen, die höchstgelegene in der Diözese, verbannt worden. Das raue Klima hatte seine Gesundheit mit den Jahren untergraben. Als er in Stahlhöfen mitbekommen hatte, wer der Vater des kleinen Jungen war, hatte er Elisabeth in all den Jahren weder Gutes noch Schlechtes über seinen besten Freund, den Dr. med., berichtet. Nun fürchtet der kleine Hans, er könnte Elisabeth und den Jungen, dessen Ernährer, Arzt, Spielkamerad und Lehrer er in den Bergen geworden war, an den Ankömmling verlieren. So wird es auch.
Der Milliardär, der gar keiner ist, sondern nur der oberdeutsche Konsul William Pick – alias Wilhelm Pickbacher vom Ufer des Starnberger Sees – zieht weiter. Der große Hans geht ein Stück mit, kehrt aber dann ins Hospiz zurück. Peter Rosegger bietet ein bittersüßes Happy End. Der kleine Hans, der ständig im Nebel und Schneegestöber nach am Weg gebliebenen Wallfahrern sucht, kehrt aus der Kälte heim und kann das Krankenlager nicht mehr verlassen. Als dann der kleine Hans seinen letzten Atemzug getan, findet es sich, dass auf seiner stillen Brust die Hände von Elisabeth und des großen Hanses ineinanderliegen.

## Form
Erzählt wird aus der Lebensgeschichte des großen Hanses. Der kleine tritt am Romananfang sowie -ende und sonst nur sporadisch auf. Folglich gestattet der Autor hauptsächlich dem großen Hans das Denken. Nur am Romanende werden einmal die Gedanken des kleinen Hanses wiedergegeben.
Auffällig ist das Formelement Wiederholung in den unterschiedlichsten Schattierungen.
- Die den Arbeitstitel gebenden Bergseen Drei Augen sind eingangs das unerreichbare Sehnsuchtsziel der beiden Abiturienten, in der Romanmitte der Verbannungsort des charakterfesten Geistlichen Hans, der seine Haushälterin immer noch siezt und liegen am Handlungsort der romanfinalen Peripetie, dem Hospiz.
- Passagen, in denen sich Dr. Tacitus, Chefredakteur des Wochenblattes Sensation auf Zeitungspapier durchs Leben lügt, müssen als Posse auf die Klatschpresse gelesen werden.
- Der große Hans ist nicht zimperlich. Er hackt dem Korpsbruder Hampler, einem Schwaben, im Säbelduell, geführt wegen einer Nichtigkeit, den rechten Arm fast durch. Der Arm kann gerettet werden. Hampler bleibt aber ein Krüppel.  Im oben erwähnten Heim der Heimatlosen trifft der Schläger sein Opfer als Wunderdoktor praktizierend.
- Ebenfalls oben skizziert: Ein Dorfarzt aus Schlageifel im Melkstubental kommt zum großen Hans in die Stadt und will sehen, wie dort die Ärzte arbeiten.  Als der Bettler Hans dann in Schlageifel beim Bauer Knull anklopft, stellt sich heraus, dass dieser der selbsternannte „Arzt“ ist. Der große Hans verlebt im Hofe des Bauern den Sommer.
- Kunigunde Moiselgupf, die alte Kamel-Kundl, geistert durch den Roman. Die alte Frau hat ihren Buckel an das Kuriositätenkabinett des Hofrats verkauft und kann/will partout nicht sterben.
- Der Bachsimmerl mit dem Mopsgesicht, Gatte der Gelbhaarigen, presst seinem Landsmann, dem großen Hans, 10 Gulden ab. Die Erpressung wird fortgesetzt. Ein sozialdemokratisches Presseorgan bringt den Artikel über den zudringlichen „Watschenbräutigam“, der von der Gelbhaarigen mit einer Ohrfeige abgewiesen worden war.

Des Weiteren wird im Roman ausgiebig disputiert, so zur
- Sterbehilfe:  Der Arzt Alfons Kandak hat Patienten beim Sterben geholfen, aber der große Hans hilft nicht, als es bei ihm selbst ans Sterben geht.
- Skepsis gegenüber Millionären am Beispiel des falschen Milliardärs Wilhelm Pickbacher vom Ufer des Starnberger Sees.

## Rezeption
Gerhard Pail entdeckt an Peter Rosegger Bildungsfeindlichkeit, wenn dieser das Bild des Hofrats zeichnet. Denn die Aufklärung sei nach Karlheinz Rossbacher eine deutsche Nationalkrankheit. Mehr noch, Rosegger spreche sich „indirekt grundsätzlich gegen analytisches Denken aus“. Die „ideologisch extrem verzerrte Darstellung des städtischen Lebens“ im Roman sei missbilligt worden.

### Ausgaben
- Die beiden Hänse. Ein Roman aus unserer Zeit von Peter Rosegger. L. Staackmann, Leipzig 1912 (archive.org).
- Die beiden Hänse. Ein Roman aus unserer Zeit L. Staackmann. Leipzig 1916 (verwendete Ausgabe)

### Sekundärliteratur
- Karlheinz Rossbacher: Heimatkunstbewegung und Heimatroman. Zu einer Literatursoziologie der Jahrhundertwende. Klett, Stuttgart 1975, ISBN 3-12-392400-9[6]
- Gerhard Pail: Peter Rosegger – Ein trivialer Ideologe? S. 70–71 in: Uwe Baur (Hrsg.), Gerald Schöpfer (Hrsg.) und Gerhard Pail (Hrsg.): „Fremd gemacht?“ Der Volksschriftsteller Peter Rosegger. Böhlau, Wien 1988, ISBN 3-205-05091-6